# Município de Warren (condado de Belmont, Ohio)
O município de Warren (em inglês: Warren Township) é um município localizado no condado de Belmont no estado estadounidense de Ohio. No ano de 2010 tinha uma população de 5.974 habitantes e uma densidade populacional de 65,42 pessoas por km².

## Geografia
O município de Warren encontra-se localizado nas coordenadas 39° 59′ 44″ N, 81° 10′ 35″ O. Segundo a Departamento do Censo dos Estados Unidos, o município tem uma superfície total de 91.32 km², da qual 90,36 km² correspondem a terra firme e (1,05 %) 0,96 km² é água.

## Demografia
Segundo o censo de 2010, tinha 5.974 habitantes residindo no município de Warren. A densidade populacional era de 65,42 hab./km². Dos 5.974 habitantes, o município de Warren estava composto pelo 96,9 % brancos, o 0,92 % eram afroamericanos, o 0,12 % eram amerindios, o 0,54 % eram asiáticos, o 0,07 % eram de outras raças e o 1,46 % eram de uma mistura de raças. Do total da população o 0,52 % eram hispanos ou latinos de qualquer raça.